# Heinrich Friedrich Link
Johann Heinrich Friedrich Link, född den 2 februari 1767 i Hildesheim, död den 1 januari 1851 i Berlin, var en tysk botaniker.

## Biografi
Link blev 1792 professor i kemi, zoologi och botanik i Rostock. År 1797 gjorde han tillsammans med entomologen och botanikern greve Johann Centurius von Hoffmannsegg en botanisk resa till Portugal, finansierad av Hoffmannsegg. Resultat av denna resa blev den botaniska resebeskrivningen Bemerkungen auf einer Reise durch Frankreich, Spanien und vorzüglich Portugal (1801–1804) samt (den tillsammans med von Hoffmannsegg utarbetade) Flore portugaise (1809–1840).
År 1811 blev Link professor i kemi och botanik i Breslau och valdes tillika till rektor vid detta lärosäte i flera perioder. 1815 kallad till Berlin som professor i medicin och tillika direktor för botaniska trädgården i Schöneberg. Denna lämnade honom stoff till flera botaniska skrifter och planschverk. År 1838 bevisade han genom mikroskopisk undersökning att stenkol består av samma ämnen som torv.
Bland hans många botaniska arbeten, i synnerhet i växtanatomi, kan vidare nämnas Elementa philosophiæ botanicæ (1824; andra upplagan 1837) och Anatomie der Pflanzen in Abbildungen (1843–1847). Av mer populärt innehåll är Handbuch zur Erkennung der nutzbarsten und am häufigsten vorkommenden Gewächse (1829–1833), Die Urwelt und das Alterthum, erläutert durch die Naturkunde (1820–1822; andra upplagan 1834), fortsatt av Das Alterthum und der Übergang zur neuern Zeit (1842).
Link invaldes som korresponderande ledamot av Preussiska vetenskapsakademien (1812, ordinarie 1815), som korresponderande ledamot av Franska vetenskapsakademien (1828), som utländsk ledamot av Bayerska vetenskapsakademien (1829) och som utländsk ledamot av svenska Vetenskapsakademien (1840). Han tillhörde även Royal Society och Leopoldina. I Leopoldina hade han tillnamnet Cleophanes som unik identifikation.
Link var son till predikanten August Heinrich Link (1738–1783). Han gifte sig 1793 med Charlotte Juliane Josephi (1768?–1829), syster till en kollega vid universitetet, professor Wilhelm Josephi (1763–1845). Link hade djupa kunskaper inom många vitt skilda områden, och har ansetts som en av 1800-talets mest betydande vetenskapsmän. Därom vittnar bland annat de många vittra och lärda sällskap han blivit invald i, prisbelönta skrifter och erhållna medaljer. Hans insatser var i första hand av beskrivande natur och gällde i mindre grad att förklara varför saker ser ut som de gör.

## Utmärkelser
- Pour le Mérite für Wissenschaft und Künste, preussisk orden (1845)

## Eponymer

### Släkten
- (Proteaceae) Linkia Cav.
- (Poaceae) Linkagrostis Romero García, Blanca & C.Morales

### Arter
- (Scrophulariaceae) Antirrhinum linkianum Boiss. & Reut.
- (Cyperaceae) Cyperus linkianus Schult.
- (Cactaceae) Echinocactus linkii Lehm. ex Pfeiff.
- (Gesneriaceae) Gesneria linkiana Kunth & C.D.Bouché
- (Poaceae) Rytidosperma linkii Connor & Edgar

## Auktorsnamn
Auktorsnamnet Link kan användas för Heinrich Friedrich Link i samband med ett vetenskapligt namn inom botaniken; se Wikipediaartiklar som länkar till auktorsnamnet.
Auktorsnamnet Link kan användas för Heinrich Friedrich Link i samband med ett vetenskapligt namn inom zoologin; se Wikipedia-artiklar som länkar till auktorsnamnet.